# Persone di nome Gioacchino
| Questa pagina contiene informazioni ricavate automaticamente dalle voci biografiche con l'ausilio del template Bio e di un bot. L'aggiornamento è periodico e automatico e ricostruisce completamente la pagina. Se manca una persona in questa lista, sei pregato di non aggiungerla, ma accertati piuttosto che la sua voce biografica contenga il template Bio e che i dati anagrafici siano correttamente compilati. Se il template Bio manca, inseriscilo tu stesso o, in alternativa, metti l'avviso {{tmp\|Bio}} che ne segnala la mancanza. Se i dati riportati sono sbagliati, correggi direttamente la voce biografica; le modifiche saranno visibili in questa lista entro pochi giorni. Per chiarimenti vedi il progetto antroponimi. La lista contiene solo le 126 persone che sono citate nell'enciclopedia e per le quali è stato implementato correttamente il template Bio. Pagina aggiornata al 22 lug 2025. |

Questa è una lista di persone presenti nell'enciclopedia che hanno il nome Gioacchino, suddivise per attività principale.

## Abati(1)
- Gioacchino da Fiore, abate, teologo e filosofo italiano (Celico - Pietrafitta, † 1202)

## Ammiragli(1)
- Gioacchino Boyl, ammiraglio e politico italiano (Cagliari, n. 1815 - Torino, † 1892)

## Arcivescovi cattolici(2)
- Gioacchino Di Leo, arcivescovo cattolico italiano (Palermo, n. 1887 - Mazara del Vallo, † 1963)
- Gioacchino Limberti, arcivescovo cattolico italiano (Prato, n. 1821 - Scandicci, † 1874)

## Arcivescovi ortodossi(7)
- Gioacchino IV di Costantinopoli, arcivescovo ortodosso ottomano (Chio, n. 1837 - Chio, † 1887)
- Gioacchino III di Costantinopoli, arcivescovo ortodosso ottomano (Costantinopoli, n. 1834 - Costantinopoli, † 1912)
- Gioacchino I di Costantinopoli, arcivescovo ortodosso greco († 1504)
- Gioacchino II di Costantinopoli, arcivescovo ortodosso greco (Chio, n. 1802 - Istanbul, † 1878)
- Gioacchino di Gerusalemme, arcivescovo ortodosso bizantino (Feodosia)
- Gioacchino di Alessandria, arcivescovo ortodosso egiziano (n. 1448 - † 1567)
- Gioacchino III di Bulgaria, arcivescovo ortodosso bulgaro († 1300)

## Attori(1)
- Gioacchino Maniscalco, attore, doppiatore e direttore del doppiaggio italiano (Palermo, n. 1950)

## Avvocati(1)
- Gioacchino Mecheri, avvocato, produttore cinematografico e politico italiano (Velletri, n. 1876 - † 1942)

## Calciatori(2)
- Gioacchino Bettini, calciatore e allenatore di calcio italiano (Ostiglia, n. 1911 - Bolzano, † 1969)
- Gioacchino Sansoni, calciatore italiano (Nepi, n. 1897)

## Canottieri(1)
- Gioacchino Cascone, ex canottiere italiano (Castellammare di Stabia, n. 1972)

## Cardinali(1)
- Gioacchino Besozzi, cardinale italiano (Milano, n. 1679 - Tivoli, † 1755)

## Chimici(1)
- Gioacchino Taddei, chimico, medico e politico italiano (San Miniato, n. 1792 - Firenze, † 1860)

## Compositori(4)
- Gioacchino Albertini, compositore italiano (Pesaro, n. 1748 - Varsavia, † 1812)
- Gioacchino Angelo, compositore e direttore d'orchestra italiano (Palermo, n. 1899 - Roma, † 1971)
- Gioacchino Cocchi, compositore italiano (Padova - Venezia, † 1804)
- Gioacchino Maglioni, compositore e violinista italiano (Firenze, n. 1891 - Firenze, † 1966)

## Cuochi(1)
- Gioacchino Alemagna, pasticciere e imprenditore italiano (Melegnano, n. 1892 - Milano, † 1974)

## Diplomatici(1)
- Gioacchino Napoleone Pepoli, diplomatico, scrittore e politico italiano (Bologna, n. 1825 - Bologna, † 1881)

## Dirigenti sportivi(1)
- Gioacchino Armano, dirigente sportivo e calciatore italiano (La Spezia, n. 1883 - La Spezia, † 1965)

## Disegnatori(2)
- Gioacchino Colizzi, disegnatore italiano (Roma, n. 1894 - Roma, † 1986)
- Gioacchino Dolci, disegnatore, antifascista e imprenditore italiano (Roma, n. 1904 - Pisa, † 1991)

## Economisti(1)
- Ghino Valenti, economista italiano (Macerata, n. 1852 - Padova, † 1921)

## Fantini(1)
- Gioacchino Calabrò, fantino e avvocato italiano (Mazzarino, n. 1926 - Siena, † 2013)

## Fondisti(1)
- Gioacchino Busin, fondista italiano (Falcade, n. 1930 - Canale d'Agordo, † 2008)

## Generali(4)
- Gioacchino Cordero di Roburent, generale italiano (n. 1756 - † 1827)
- Gioacchino Murat, generale francese (Labastide-Fortunière, n. 1767 - Pizzo, † 1815)
- Gioacchino Giuseppe Napoleone Murat, generale e nobile francese (Bordentown, n. 1834 - Château de Chambly, † 1901)
- Gioacchino Solinas, generale italiano (Bonorva, n. 1892 - Sassari, † 1987)

## Geologi(1)
- Gioacchino De Angelis d'Ossat, geologo e paleontologo italiano (Roma, n. 1865 - Roma, † 1957)

## Gesuiti(1)
- Gioacchino Di Marzo, gesuita, bibliografo e storico dell'arte italiano (Palermo, n. 1839 - Palermo, † 1916)

## Giornalisti(1)
- Gioacchino Bonsignore, giornalista italiano (Torino, n. 1959)

## Imprenditori(2)
- Gioacchino Bastogi, imprenditore e politico italiano (Livorno, n. 1851 - Firenze, † 1919)
- Gioacchino Saluzzo, imprenditore e politico italiano (Napoli, n. 1811 - Napoli, † 1874)

## Ingegneri(2)
- Gioacchino Luigi Mellucci, ingegnere italiano (Curti, n. 1874 - Napoli, † 1942)
- Gioacchino Russo, ingegnere, militare e politico italiano (Catania, n. 1865 - Catania, † 1953)

## Mafiosi(1)
- Gioacchino La Barbera, mafioso e collaboratore di giustizia italiano (Altofonte, n. 1959)

## Magistrati(1)
- Gioacchino Natoli, ex magistrato italiano (Patti, n. 1947)

## Maratoneti(1)
- Gioacchino De Palma, ex maratoneta italiano (Bari, n. 1940)

## Matematici(1)
- Gioacchino Pessuti, matematico e politico italiano (Roma, n. 1743 - Roma, † 1814)

## Medici(1)
- Gioacchino Valerio, medico e politico italiano (Torino, n. 1809 - Torino, † 1882)

## Militari(4)
- Gioacchino Bellezza, militare italiano (Oggebbio, n. 1801 - Cannero, † 1887)
- Gioacchino Burdese, militare italiano (Bra, n. 1830 - Torino, † 1889)
- Gioacchino D'Anna, militare italiano (Casoria, n. 1936 - Angri, † 1975)
- Gioacchino Di Marzio, militare italiano (Spoltore, n. 1913 - Battaglia di Cheren, † 1941)

## Miniatori(1)
- Gioacchino di Giovanni, miniatore tedesco (Rothenburg ob der Tauber)

## Missionari(1)
- Gioacchino Salvetti, missionario e vescovo cattolico italiano (Bagni di Casciana, n. 1769 - Taiyuan, † 1843)

## Monaci cristiani(2)
- Gioacchino il Korsuniano, monaco cristiano, vescovo ortodosso e santo russo († 1030)
- Gioacchino, monaco cristiano e arcivescovo ortodosso russo (Sibkovo, n. 1621 - Mosca, † 1690)

## Nobili(13)
- Gioacchino Ernesto di Anhalt, nobile tedesco (Dessau, n. 1536 - Dessau, † 1586)
- Gioacchino Colonna di Stigliano, IV principe di Stigliano, nobile italiano (Napoli, n. 1809 - Napoli, † 1900)
- Gioacchino Federico di Brandeburgo, nobile (Cölln, n. 1546 - Köpenick, † 1608)
- Gioacchino Ernesto di Brandeburgo-Ansbach, nobile (Cölln, n. 1583 - Ansbach, † 1625)
- Gioacchino di Pomerania, nobile tedesco (Stettino, † 1451)
- Gioacchino Gutkeled, nobile ungherese (Slavonia, † 1277)
- Gioacchino Türje, nobile ungherese
- Gioacchino I di Brandeburgo, nobile (Cölln, n. 1484 - Stendal, † 1535)
- Gioacchino II di Brandeburgo, nobile tedesco (Cölln, n. 1505 - Berlino, † 1571)
- Gioacchino Lanza Tomasi, nobile e musicologo italiano (Roma, n. 1934 - Palermo, † 2023)
- Gioacchino Ernesto di Oettingen-Oettingen, nobile tedesco (Oettingen, n. 1612 - Harburg, † 1658)
- Gioacchino di Prussia, nobile tedesco (Berlino, n. 1890 - Potsdam, † 1920)
- Gioacchino Ernesto di Schleswig-Holstein-Sonderburg-Plön, nobile danese (Sønderborg, n. 1595 - Plön, † 1671)

## Partigiani(1)
- Gioacchino Gesmundo, partigiano italiano (Terlizzi, n. 1908 - Roma, † 1944)

## Patrioti(2)
- Gioacchino Bonnet, patriota italiano (Comacchio, n. 1819 - Comacchio, † 1890)
- Gioacchino Prati, patriota italiano (Stenico, n. 1790 - Brescia, † 1863)

## Pittori(10)
- Gioacchino Altobelli, pittore e fotografo italiano (Terni, n. 1814)
- Gioacchino Assereto, pittore italiano (Genova, n. 1600 - Genova, † 1649)
- Gioacchino Cavaro, pittore spagnolo
- Gioacchino La Pira, pittore italiano
- Gioacchino Martorana, pittore italiano (Palermo, n. 1735 - Palermo, † 1779)
- Gioacchino Pagliei, pittore italiano (Subiaco, n. 1852 - Roma, † 1896)
- Gioacchino Pizzoli, pittore italiano (Bologna, n. 1651)
- Gioacchino Giuseppe Serangeli, pittore italiano (Roma, n. 1768 - Torino, † 1852)
- Gino Starace, pittore e illustratore italiano (Milano, n. 1859 - Parigi, † 1950)
- Gioacchino Toma, pittore e patriota italiano (Galatina, n. 1836 - Napoli, † 1891)

## Poeti(2)
- Gioacchino Pizzi, poeta italiano (Roma, n. 1716 - Roma, † 1790)
- Gioacchino Zuccarello, poeta italiano (Catania, n. 1756 - † 1809)

## Politici(12)
- Gioacchino Maria Adami, politico italiano (Murazzano, n. 1739 - Torino, † 1815)
- Gioacchino Alfano, politico italiano (Sant'Antonio Abate, n. 1963)
- Gioacchino Attaguile, politico italiano (Grammichele, n. 1915 - Catania, † 1994)
- Gioacchino Cutinelli-Rendina, politico italiano (Napoli, n. 1829 - Campomaggiore, † 1885)
- Gioacchino Dallari, politico, giornalista e agronomo italiano (Cremona, n. 1907)
- Gioacchino Giangregorio, politico italiano (Terlizzi, n. 1921 - † 1996)
- Gioacchino Lauro, politico, armatore e dirigente sportivo italiano (Piano di Sorrento, n. 1920 - Napoli, † 1970)
- Gioacchino Meneghetti, politico e sindacalista italiano (San Pietro in Gu, n. 1934)
- Gioacchino Pellitteri, politico italiano (Milena, n. 1952)
- Gioacchino Quarello, politico italiano (Villadeati, n. 1892 - Torino, † 1966)
- Gioacchino Rasponi, politico e patriota italiano (Trieste, n. 1829 - Forlimpopoli, † 1877)
- Gioacchino Scaduto, politico e giurista italiano (Licata, n. 1898 - Palermo, † 1979)

## Poliziotti(1)
- Gioacchino Genchi, poliziotto e informatico italiano (Castelbuono, n. 1960)

## Predicatori(1)
- Gioacchino Ventura, predicatore, filosofo e teologo italiano (Palermo, n. 1792 - Versailles, † 1861)

## Presbiteri(1)
- Gioacchino La Lomia, presbitero e missionario italiano (Canicattì, n. 1831 - Canicattì, † 1905)

## Principi(4)
- Gioacchino di Danimarca, principe danese (Copenaghen, n. 1969)
- Federico Leopoldo di Prussia, principe e ufficiale prussiano (Berlino, n. 1865 - Krojanke, † 1931)
- Federico Sigismondo di Prussia, principe prussiano (Berlino, n. 1891 - Lucerna, † 1927)
- Gioacchino Federico di Schleswig-Holstein-Sonderburg-Plön, principe danese (Magdeburgo, n. 1668 - Plön, † 1722)

## Religiosi(2)
- Gioacchino da Siena, religioso italiano (Siena, n. 1258 - Siena, † 1305)
- Gioacchino Stevan, religioso italiano (Nove, n. 1921 - Isola Vicentina, † 1949)

## Santi(1)
- Gioacchino, santo (Sefforis)

## Schermidori(1)
- Gioacchino Guaragna, schermidore italiano (Milano, n. 1908 - Milano, † 1971)

## Scrittori(1)
- Gioacchino Criaco, scrittore italiano (Africo, n. 1965)

## Scultori(2)
- Gioacchino Varlè, scultore italiano (Roma, n. 1734 - Ancona, † 1806)
- Gioacchino Vitagliano, scultore italiano (Palermo, n. 1669 - Palermo, † 1739)

## Sindacalisti(1)
- Gioacchino Basile, sindacalista italiano (Palermo, n. 1949)

## Sollevatori(1)
- Gioacchino Caracausi, sollevatore italiano (Palermo, n. 1945 - Palermo, † 2011)

## Storici(1)
- Gioacchino Volpe, storico e politico italiano (Paganica, n. 1876 - Santarcangelo di Romagna, † 1971)

## Teologi(1)
- Gioacchino Torriani, teologo, umanista e religioso italiano (Venezia, n. 1417 - Roma, † 1500)

## Vescovi cattolici(8)
- Gioacchino Antonelli, vescovo cattolico italiano (Faella, n. 1792 - Firenze, † 1859)
- Gioacchino Francesco Caprini, vescovo cattolico italiano (n. 1663 - Bitetto, † 1729)
- Gioacchino Castelli, vescovo cattolico italiano (Monreale, n. 1708 - Polizzi Generosa, † 1788)
- Gioacchino de Gemmis, vescovo cattolico italiano (Terlizzi, n. 1746 - Terlizzi, † 1822)
- Gioacchino Illiano, vescovo cattolico italiano (Bacoli, n. 1935 - Nocera Superiore, † 2020)
- Gioacchino Muccin, vescovo cattolico italiano (Casarsa della Delizia, n. 1899 - San Pietro di Feletto, † 1991)
- Gioacchino Pedicini, vescovo cattolico italiano (Foglianise, n. 1883 - Aiello del Sabato, † 1980)
- Gioacchino Maria Pontalti, vescovo cattolico italiano (Verona, n. 1709 - Roma, † 1772)

## Violinisti(1)
- Gioacchino Pasqualini, violinista italiano (Ascoli Piceno, n. 1902 - Ascoli Piceno, † 1985)

## Senza attività specificata(5)
- Gioacchino Cataldo, italiano (Isola di Favignana, n. 1941 - Isola di Favignana, † 2018)
- Gioacchino Conti, cantante castrato italiano (Arpino, n. 1714 - Roma, † 1761)
- Gioacchino Failla, biofisico italiano (Castelbuono, n. 1891 - Downers Grove, † 1961)
- Gioacchino Ernesto di Anhalt, duca (Dessau, n. 1901 - Buchenwald, † 1947)
- Gioacchino Paparelli, italianista e critico letterario italiano (Sessa Aurunca, n. 1914 - Cava de' Tirreni, † 2000)